# Sideways Hank O’Malley and the Alabama Bottle Boys
Sideways Hank O’Malley and the Alabama Bottle Boys war eine US-amerikanische Country-Gruppe, die vor allem für ihr Stück The Ballad Of Chapped Lip Calquhoun bekannt ist.
Das Stück wurde 1997 in dem Videospiel Grand Theft Auto (kurz: GTA) verwendet, so erlangte es auch unter Jugendlichen einen relativ hohen Bekanntheitsgrad. Ihre Karriere startete die Band 1969 mit einem Fernsehauftritt. Später trennten sie sich wieder. Während Frontmann Drew Larg die Band The Buzzards gründete, wurde die gesamte Gruppe in ganz Amerika verstreut. 
Für das Videospiel GTA fand die Band sich 1997 dann wieder zusammen. Colin Anderson, ein Entwickler des Spiels, gab dem US-amerikanischen Büro des Entwicklers die Aufgabe, eine passende Band für einen Country-Song zu finden. Man erinnerte sich an den Auftritt der Alabama Bottle Boys von 1969 und spürte Frontmann Drew Larg auf, der nun in Schottland lebte. Die Band fand sich wieder zusammen und man spielte die Musik ein, damit Largs Gesang später hinzugemischt werden konnte.